# Moulins-la-Marche
Pour les articles homonymes, voir Moulins.
Moulins-la-Marche est une commune française, située dans le département de l'Orne en région Normandie.

## Géographie

### Description

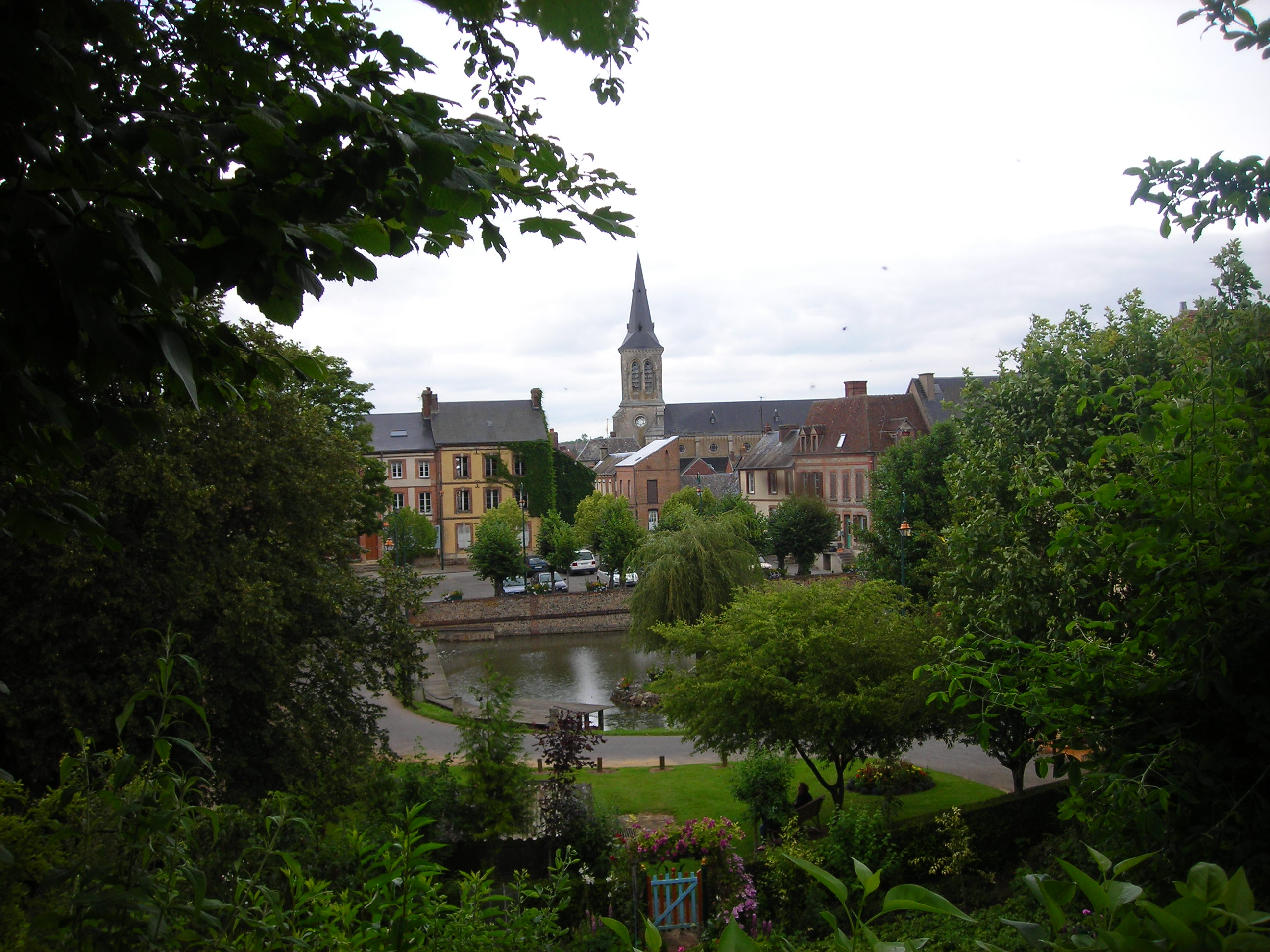
Vue du centre de Moulins-la-Marche depuis la motte féodale.

La commune est aux confins nord de la campagne d'Alençon et du Perche. Son bourg est à 17 km au nord de Mortagne-au-Perche, à 18 km au sud-ouest de L'Aigle et à 24 km à l'est de Sées.
Elle fait partie de la zone d'emploi et du bassin de vie de L'Aigle

### Communes limitrophes
Les communes limitrophes sont La Ferrière-au-Doyen, Mahéru, Saint-Aquilin-de-Corbion, Saint-Aubin-de-Courteraie et Saint-Martin-des-Pézerits.
| Mahéru                            | La Ferrière-au-Doyen      | La Ferrière-au-Doyen                                |
| Mahéru                            | Moulins-la-Marche         | Saint-Aquilin-de-Corbion                            |
| Mahéru, Saint-Aubin-de-Courteraie | Saint-Martin-des-Pézerits | Saint-Aquilin-de-Corbion, Saint-Martin-des-Pézerits |

### Géologie et relief
Le point culminant (295 m) se situe en limite nord-ouest, près du lieu-dit les Petites Bruyères. Le point le plus bas (174/175 m) correspond à la sortie de la Sarthe du territoire, au sud-ouest. La commune est semi-bocagère.

### Hydrographie
La commune est traversée par la ligne de partage des eaux entre les bassins hydrographiques Seine-Normandie et Loire-Bretagne. Elle est drainée par la Sarthe, un bras de la Sarthe, l'Iton, un bras de l'Iton, le fossé 01 de la Chevalerie, le Mahéru, le ruisseau de la Fontaine, le ruisseau de la Gazinière, le ruisseau de Quincampoix, le ruisseau de Ronxou et  et un autre petit cours d'eau,.
La Sarthe constitue la limite sud-est du territoire communal . D'une longueur de 314 km, elle prend sa source dans la commune de Soligny-la-Trappe, au hameau de Somsarthe, c'est-à-dire "sommet de la Sarthe", à une altitude de 250 mètres. Sur une grande partie de son cours, elle marque alors la limite entre les départements de l'Orne et de la Sarthe et conflue avec la Mayenne à Angers à une altitude de 15 mètres, pour former la Maine. Les caractéristiques hydrologiques de la Sarthe sont données par la station hydrologique située sur la commune de Merlerault-le-Pin. Le débit moyen mensuel est de 6,84 m3/s. Le débit moyen journalier maximum est de 133 m3/s, atteint lors de la crue du 23 janvier 1995. Le débit instantané maximal est quant à lui de 142 m3/s, atteint le même jour.
L'Iton, d'une longueur de 132 km, prend sa source dans la commune de Mahéru et se jette  dans l'Eure à Acquigny, après avoir traversé 39 communes. 

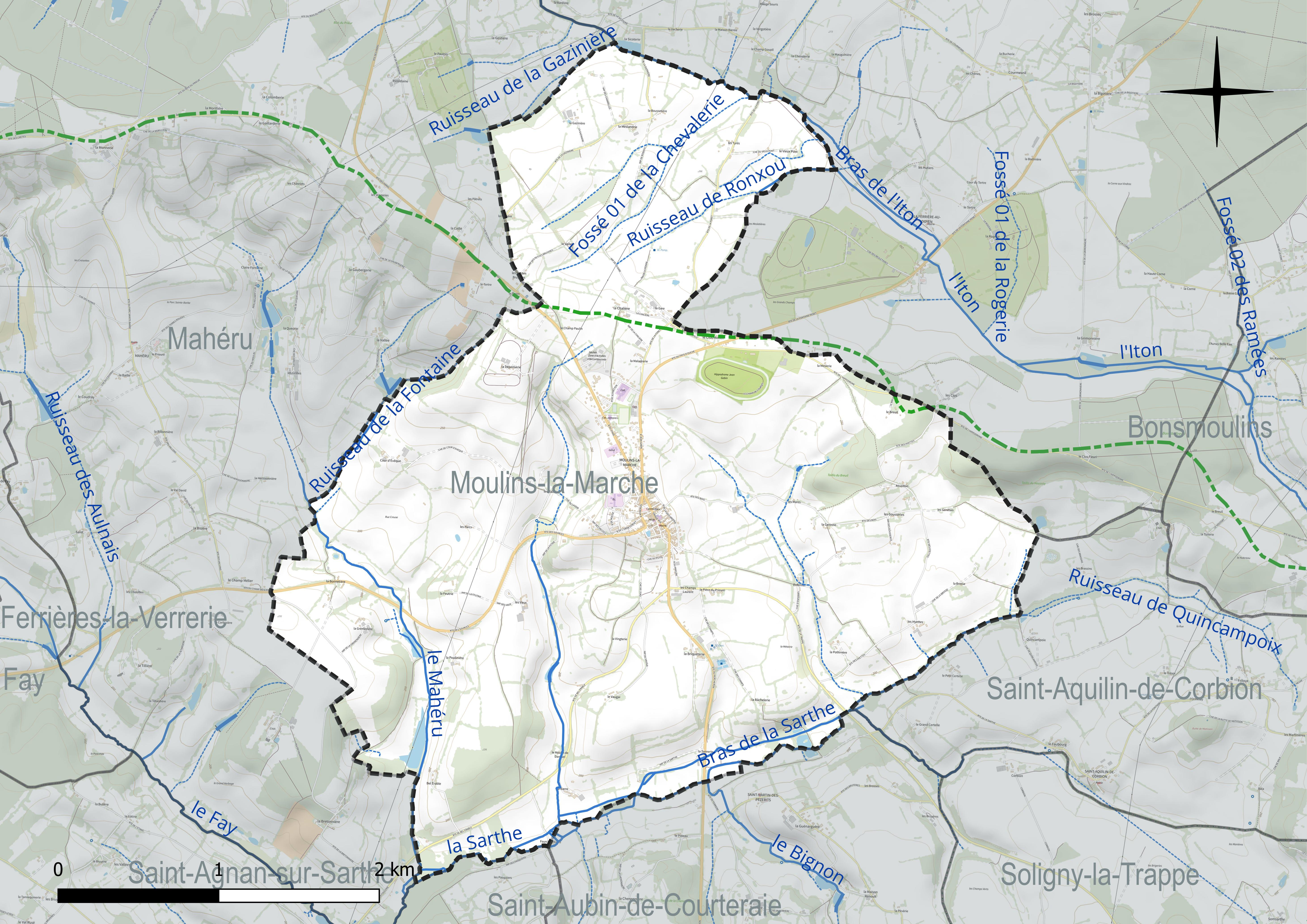
Réseau hydrographique de Moulins-la-Marche.

### Climat
Pour des articles plus généraux, voir Climat de la Normandie et Climat de l'Orne.
En 2010, le climat de la commune est de type climat océanique dégradé des plaines du Centre et du Nord, selon une étude du CNRS s'appuyant sur une série de données couvrant la période 1971-2000. En 2020, Météo-France publie une typologie des climats de la France métropolitaine dans laquelle la commune est exposée à un climat océanique altéré et est dans la région climatique Normandie (Cotentin, Orne), caractérisée par une pluviométrie relativement élevée (850 mm/a) et un été frais (15,5 °C) et venté. Parallèlement le GIEC normand, un groupe régional d’experts sur le climat, différencie quant à lui, dans une étude de 2020, trois grands types de climats pour la région Normandie, nuancés à une échelle plus fine par les facteurs géographiques locaux. La commune est, selon ce zonage, exposée à un « climat contrasté des collines », correspondant au Pays d'Ouche et au Perche et bénéficiant d’un caractère continental affirmé avec des précipitations atténuées et des amplitudes thermiques fortes.
Pour la période 1971-2000, la température annuelle moyenne est de 9,7 °C, avec une amplitude thermique annuelle de 14,5 °C. Le cumul annuel moyen de précipitations est de 822 mm, avec 12,9 jours de précipitations en janvier et 8,1 jours en juillet. Pour la période 1991-2020, la température moyenne annuelle observée sur la station météorologique la plus proche, située sur la commune de Saint-Hilaire-le-Châtel à 10 km à vol d'oiseau, est de 0,0 °C et le cumul annuel moyen de précipitations est de 0,0 mm,. Pour l'avenir, les paramètres climatiques de la commune estimés pour 2050 selon différents scénarios d’émission de gaz à effet de serre sont consultables sur un site dédié publié par Météo-France en novembre 2022.

## Urbanisme

### Typologie
Au 1er janvier 2024, Moulins-la-Marche est catégorisée commune rurale à habitat dispersé, selon la nouvelle grille communale de densité à sept niveaux définie par l'Insee en 2022.
Elle est située hors unité urbaine et hors attraction des villes,.

### Occupation des sols

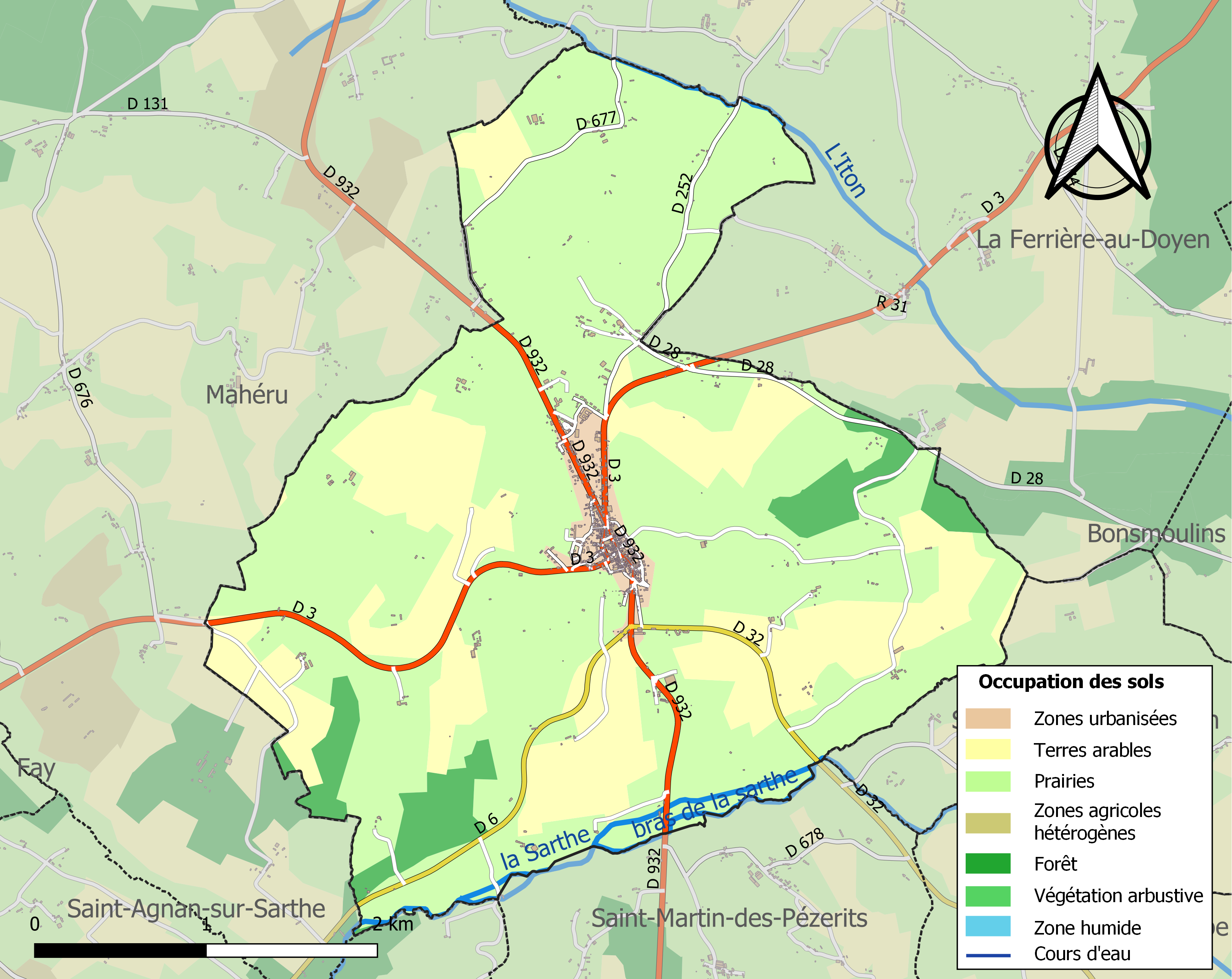
Carte des infrastructures et de l'occupation des sols de la commune en 2018 (CLC).

L'occupation des sols de la commune, telle qu'elle ressort de la base de données européenne d’occupation biophysique des sols Corine Land Cover (CLC), est marquée par l'importance des territoires agricoles (91,8 % en 2018), une proportion identique à celle de 1990 (91,8 %). La répartition détaillée en 2018 est la suivante : 
prairies (67,9 %), terres arables (23,9 %), forêts (5,6 %), zones urbanisées (2,6 %). L'évolution de l’occupation des sols de la commune et de ses infrastructures peut être observée sur les différentes représentations cartographiques du territoire : la carte de Cassini (XVIIIe siècle), la carte d'état-major (1820-1866) et les cartes ou photos aériennes de l'IGN pour la période actuelle (1950 à aujourd'hui).

### Habitat et logement
En 2020, le nombre total de logements dans la commune était de 470, alors qu'il était de 457 en 2015 et de 458 en 2010.
Parmi ces logements, 71 % étaient des résidences principales, 11,8 % des résidences secondaires et 17,2 % des logements vacants. Ces logements étaient pour 86 % d'entre eux des maisons individuelles et pour 13,1 % des appartements.
Le tableau ci-dessous présente la typologie des logements à Moulins-la-Marche en 2020 en comparaison avec celle de l'Orne et de la France entière. Une caractéristique marquante du parc de logements est ainsi une proportion de résidences secondaires et logements occasionnels (11,8 %) supérieure à celle du département (10,6 %) et à celle de la France entière (9,7 %).
| Typologie                                               | Moulins-la-Marche | Orne | France entière |
| ------------------------------------------------------- | ----------------- | ---- | -------------- |
| Résidences principales (en %)                           | 71                | 78,4 | 82,1           |
| Résidences secondaires et logements occasionnels (en %) | 11,8              | 10,6 | 9,7            |
| Logements vacants (en %)                                | 17,2              | 11,1 | 8,2            |

### Voies de communication et transports
La commune est desservie par la ligne 61 L'Aigle - Alençon du réseau Cap'Orne (autocars départementaux de l'Orne).

## Toponymie
Le nom de la localité est attesté sous la forme de Molinis vers 1050.
Le toponyme est issu du latin molinus, le toponyme Moulins est lié à une activité meunière.
 
Aux temps féodaux, une marche était une zone frontalière, ici entre le duché de Normandie et le comté du Perche.
Moulins-la-Marche évoque donc d’une part les nombreux moulins alimentés par les cours d’eau tout proche comme la Sarthe au sud de la commune et l’Iton au nord, mais également la frontière historique entre le duché de Normandie et le comté du Perche, là où été perché un château sur sa butte féodale.
Le gentilé est Moulinois.

## Histoire

### Moyen-Âge
Au milieu du XIe siècle, le duc de Normandie, Guillaume le Conquérant, confie à Guimond de Moulins premier seigneur de Moulins, la défense de son duché sur ce promontoire naturel situé à la frontière du Perche, province du royaume de France.
La butte et son château sont pris par les Français en 1052 puis repris par les hommes du duc de Normandie l’année suivante.
En 1116, le roi Henri Ier d’Angleterre rallie Moulins au duché de Normandie et lance la réparation des fortifications endommagées.
C’est en 1204 que Philippe Auguste rattache définitivement la ville au domaine royal, après que celle-ci passe tour à tour du giron anglo-normand à celui des comtes du Perche au gré des alliances et des trahisons de l’époque.
À partir de 1290, Moulins-la-Marche fait partie de l’apanage des comtes du Perche.
Lors de la guerre de Cent Ans, entre 1428 et 1430, la ville de Moulins est la proie des Anglais qui dominent alors la Normandie. Ces derniers détruisent le château et seule la motte castrale demeure.

### Époque moderne
Le roi de France Louis XIII érige Moulins-la-Marche en vicomté en 1636, lequel subsiste jusqu’à la Révolution française. La butte et ses alentours sont la propriété du frère cadet de Louis XVI, le futur Louis XVIII. Ce dernier en confie l’apanage à perpétuité à deux frères : Louis et Alexandre Férault de Falandre.

### Révolution française et Empire
L’année 1791 est le début d’une longue bataille juridique entre la municipalité et la famille Férault pour la possession de la Motte féodale qui prendra fin bien des années plus tard dans les années 1950.

### Époque contemporaine
En 1823, la commune de Moulins-la-Marche (768 habitants en 1821) instituée par la Révolution française  absorbe celles de Courdevêque (95 habitants, à l'ouest du territoire, aujourd'hui « Cour d'Évêque ») et Ronxoux (78 habitants, au nord).
À la fin de la Seconde Guerre mondiale, lors des combats de la Libération de la France, le 17 août 1944 a lieu un accrochage meurtrier entre un groupe de résistant et un groupe d'une quinzaine d'Allemands. Après avoir libéré Courtomer, Jean Lincker, un résistant, est averti par un agriculteur qu'un petit groupe d'Allemands venait de quitter sa ferme. Aussitôt, Lincker forme un groupe de six membres composé de Jean Fillâtre, André Vimal du Boucher, Pierre Jacquot, André Pillou, Alferd Pommier et Roger Rycroft (pour la plupart originaires d'Argentan). Cet accrochage est restitué par Jean Lincker :

« Arrivé à la gare de Moulins, j'aperçus quelques Boches armés de fusils. Je disposai alors mes hommes de chaque côté de la route par moitié et nous avançâmes à leur rencontre. Environ à 150 mètres d'eux, nous nous vîmes en présence d'un groupe de 15 à 18 Boches, armés de mitrailleuses et mitraillettes, commandés par un officier. Notre présence ayant été remarquée, je commandai le feu à l'instant précis où les Boches nous tiraient dessus. Au bout d'un quart d'heure environ, alors que l'officier allemand avait été tué, Pierre Jacquot tomba le premier avec une rafale de mitrailleuse dans le ventre puis André Vimal du Boucher qui était devant moi, reçut une balle en pleine tête. A la même seconde, j'eus le bras fracassé par une balle et mon camarade Jean Fillâtre, qui se trouvait derrière moi, reçut une balle en plein poitrine. Il y eut un très court moment de répit, puis je recommençai à tirer ainsi qu'André Pillou, Roger Rycroft et Alfred Pommier. Cependant, me rendant compte que la bataille était inégale, je donnai l'ordre du repli. »

— Compte rendu de Jean Lincker, sans date, repris par Charles Geslain et André Jidouard, Histoire d'une ville, Argentan de 1939 à 1945, 1994.
Depuis, une stèle a été érigée sur les lieux en 1949, en la mémoire de ces résistants morts au combat, au lieu-dit le Clos Mottet.

## Politique et administration

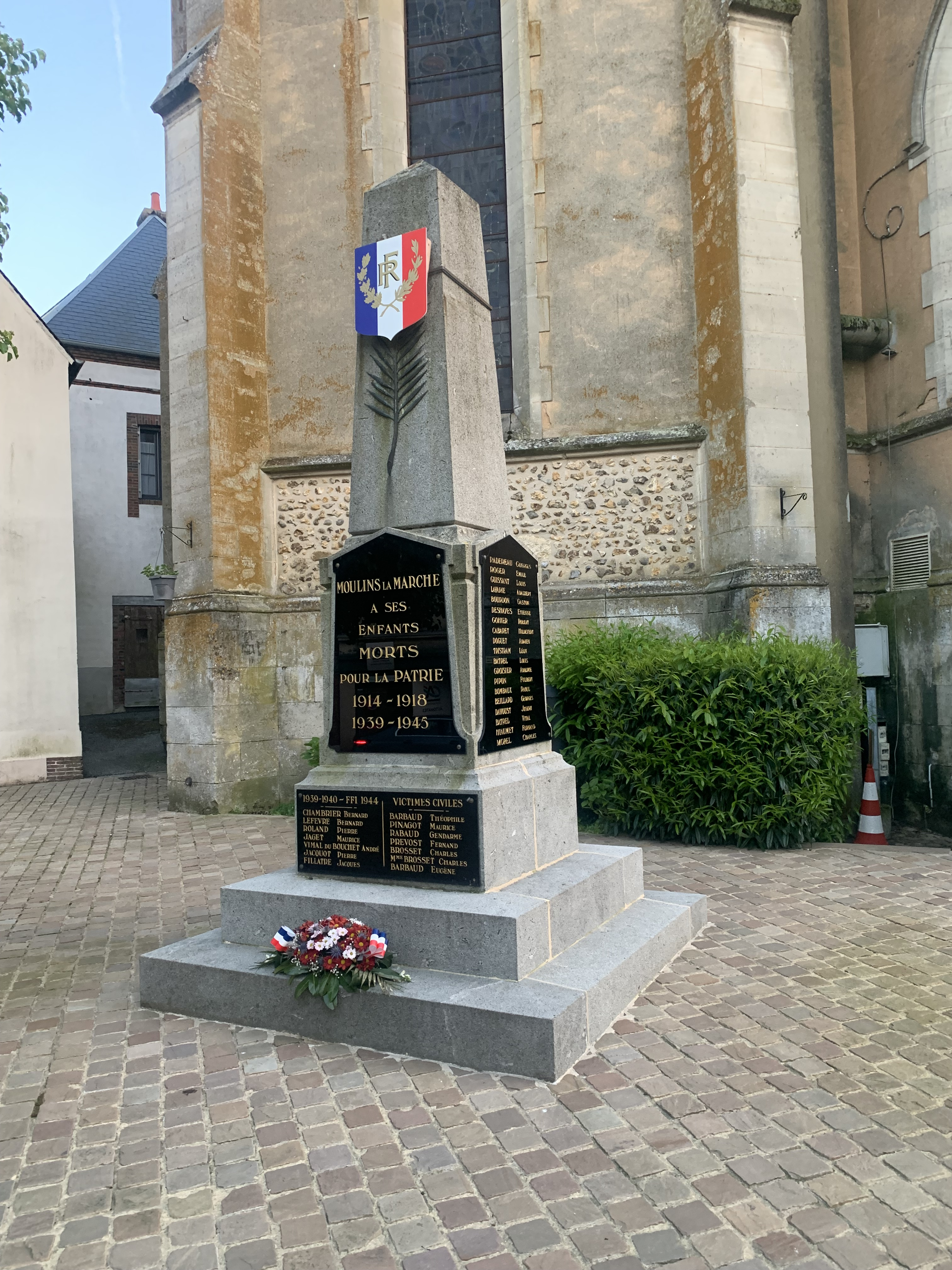
Le monument aux morts.

### Rattachements administratifs et électoraux

#### Rattachements administratifs
La commune se trouve depuis 1942 dans l'arrondissement de Mortagne-au-Perche du département de l'Orne
Elle était depuis 1793 le chef-lieu du canton de Moulins-la-Marche. Dans le cadre du redécoupage cantonal de 2014 en France, cette circonscription administrative territoriale a disparu, et le canton n'est plus qu'une circonscription électorale.

#### Rattachements électoraux
Pour les élections départementales, la commune est membre depuis 2014 du  canton de Tourouvre au Perche
Pour l'élection des députés, elle fait partie de la deuxième circonscription de l'Orne.

### Intercommunalité
Moulins-la-Marche était le siège de la petite communauté de communes du Pays de la Marche, un établissement public de coopération intercommunale (EPCI) à fiscalité propre créé en 1996 et auquel la commune avait transféré un certain nombre de ses compétences, dans les conditions déterminées par le code général des collectivités territoriales.
Celle-ci a fusionné le 1er janvier 2013 avec la communauté de communes du Pays de L'Aigle pour former la communauté de communes des Pays de L'Aigle et de la Marche.
Dans le cadre des dispositions de la loi portant nouvelle organisation territoriale de la République du 7 août 2015, qui prévoit que les établissements publics de coopération intercommunale (EPCI) à fiscalité propre doivent avoir un minimum de 15 000 habitants, une nouvelle fusion est intervenue le 1er janvier 2017 afin d'intégrer la communauté de communes du canton de La Ferté-Frênel, formant l'actuelle communauté de communes des Pays de L'Aigle dont est désormais membre la commune

### Administration municipale
Compte tenu de la population de la commune, son conseil municipal est composé de quinze membres dont le maire et ses adjoints.

### Liste des maires
| Période                                  | Période                   | Identité              | Étiquette | Qualité                                                                                     |
| ---------------------------------------- | ------------------------- | --------------------- | --------- | ------------------------------------------------------------------------------------------- |
| Les données manquantes sont à compléter. |                           |                       |           |                                                                                             |
|                                          |                           | Pierre-Vital Boutey   |           | Ancien officier d'infanterie, notaire Conseiller général de Moulins-la-Marche (1833 → 1839) |
| Les données manquantes sont à compléter. |                           |                       |           |                                                                                             |
| 1983                                     | mars 2008                 | Jean-Pierre Chevalier | DVD       | Expert-comptable à L’Aigle Conseiller général de Moulins-la-Marche (1979 → 2015)            |
| mars 2008                                | En cours (au 23 mai 2022) | Fabrice Gloria        | SE        | Pharmacien Réélu pour le mandat 2020-2026                                                   |

### Jumelages
- Schmitten (Allemagne) depuis 1981.

## Équipements publics et services

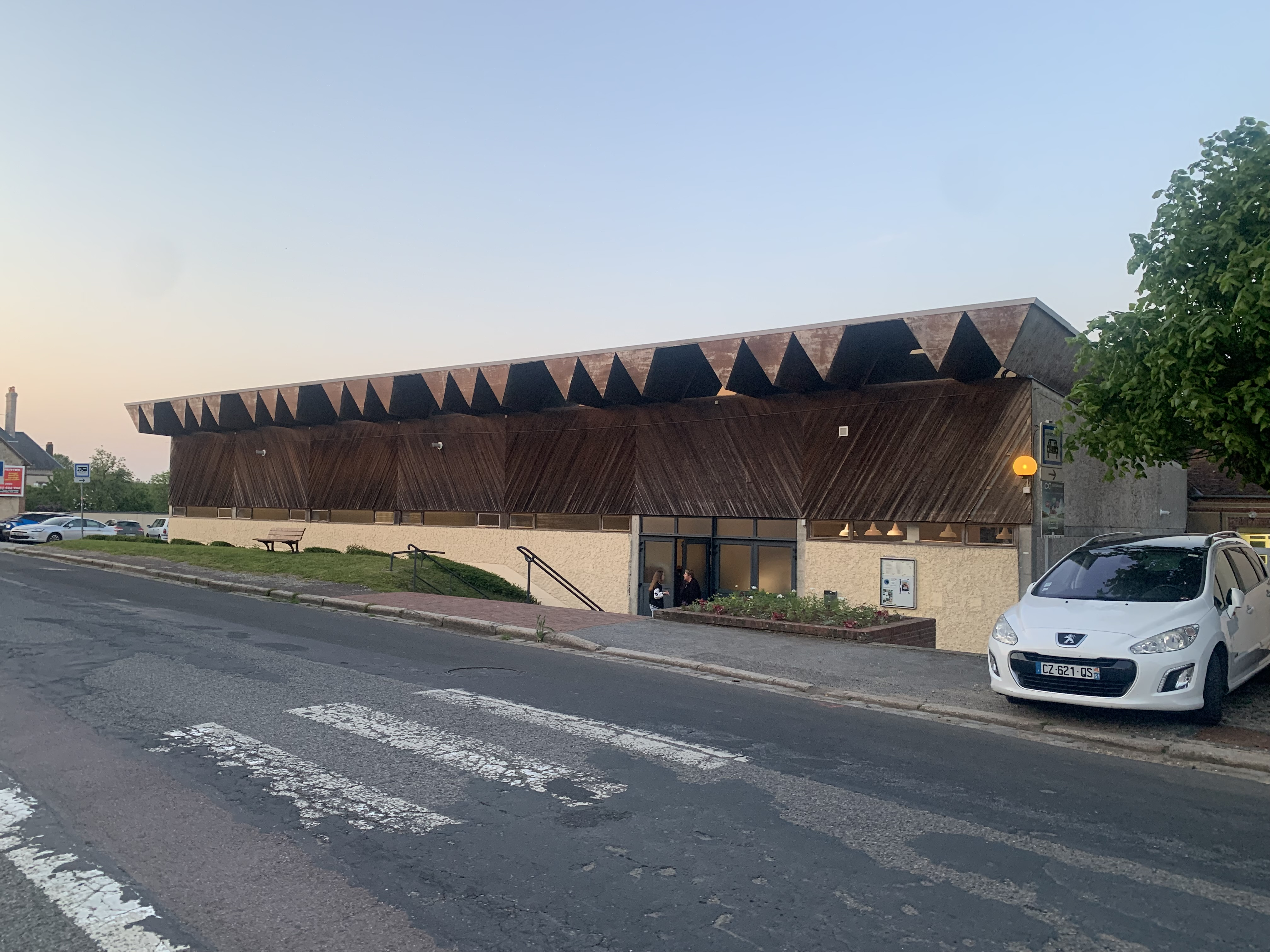
La salle des fêtes.

Un espace France Services a été inauguré au printemps 2022 dans les anciens locaux du Crédit Mutuel, qui ont fermé en 2020 et facilite notamment pour les habitants des 11 communes qui l'ont financé,  l'accès numérique à des services publics comme la direction générale des finances publiques, le ministère de l’Intérieur, le ministère de la Justice, la Poste, pôle emploi, la caisse nationale des allocations familiales, l’assurance maladie, l’assurance retraite et la mutualité sociale agricole,.
La commune dispose d'une salle des fêtes.

### Enseignement
L'école des Sources de Moulins-la-Marche compte, à la rentrée 2021, 161 élèves répartis dans huit classes.
Ils poursuivent leurs études au collège André Collet de Moulins-la-Marche, qui compte à la rentrée 2020. 190 élèves répartis en 8 classes.

### Culture

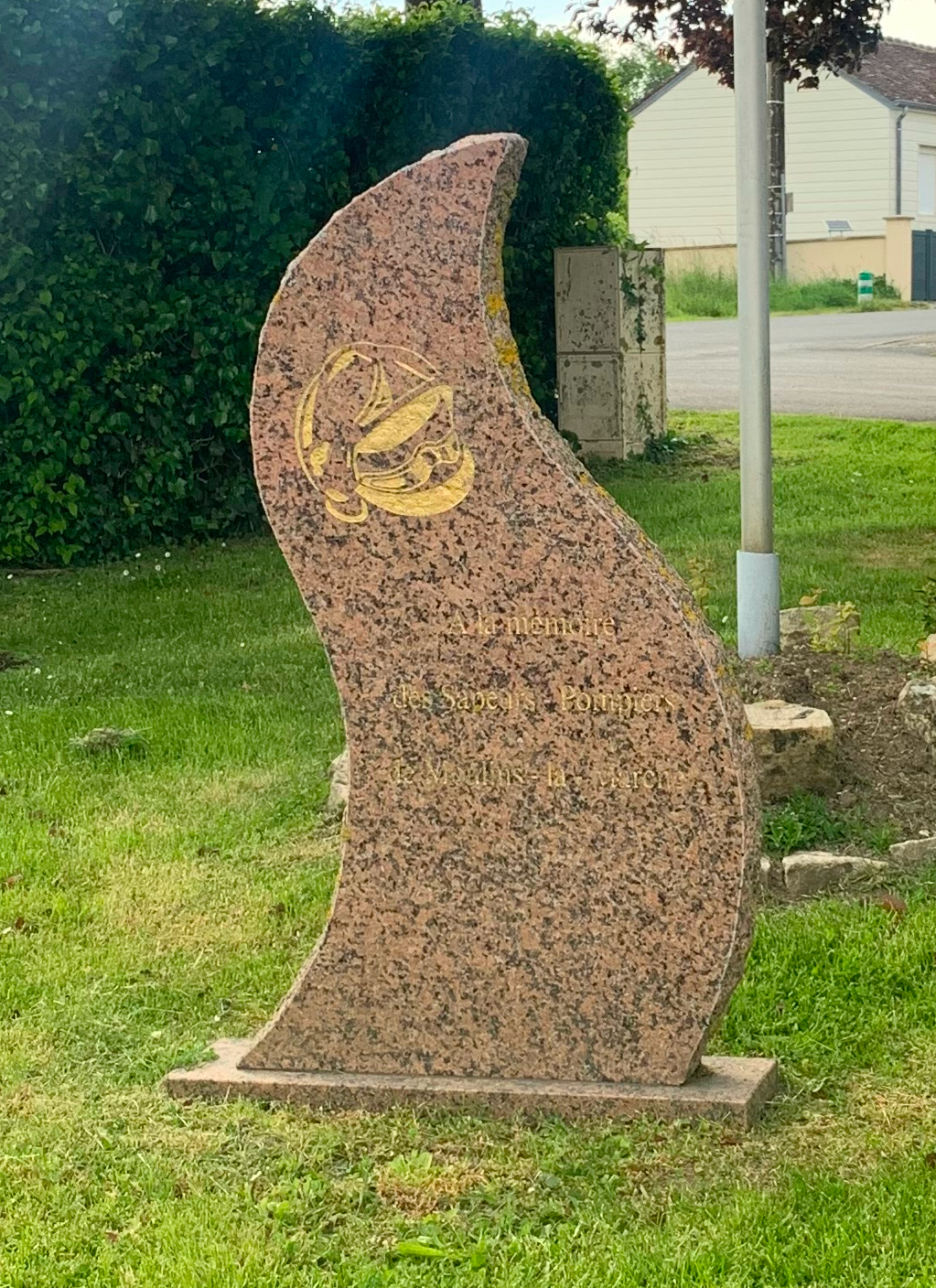
Monument aux pompiers de la commune.

Moulins-la-Marche dispose d'une médiathèque et du cinéma Entracte

### Action sociale
La commune accueille une maison Perce-Neige, un lieu d’accueil pour personnes handicapées fondé en 2001 sur l’initiative du fils de Jean Gabin, Mathias Moncorgé, soutenu par l’acteur Lino Ventura, conseillé par le maire Jean-Pierre Chevalier, alors conseiller général de l’Orne.

### Justice, sécurité, secours et défense
Un centre de secours des sapeurs-pompiers animé en 2019 par 33 volontaires est implanté à Moulins-la-Marche,.

## Population et société

### Démographie
L'évolution du nombre d'habitants est connue à travers les recensements de la population effectués dans la commune depuis 1793. Pour les communes de moins de 10 000 habitants, une enquête de recensement portant sur toute la population est réalisée tous les cinq ans, les populations de référence des années intermédiaires étant quant à elles estimées par interpolation ou extrapolation. Pour la commune, le premier recensement exhaustif entrant dans le cadre du nouveau dispositif a été réalisé en 2008.

En 2022, la commune comptait 717 habitants, en évolution de −4,02 % par rapport à 2016 (Orne : −3,21 %, France hors Mayotte : +2,11 %).
| 1793 | 1800 | 1806 | 1821 | 1836  | 1841  | 1846  | 1851  | 1856  |
| ---- | ---- | ---- | ---- | ----- | ----- | ----- | ----- | ----- |
| 947  | 878  | 851  | 768  | 1 023 | 1 040 | 1 050 | 1 100 | 1 052 |

| 1861  | 1866  | 1872  | 1876  | 1881  | 1886  | 1891  | 1896  | 1901  |
| ----- | ----- | ----- | ----- | ----- | ----- | ----- | ----- | ----- |
| 1 100 | 1 189 | 1 107 | 1 123 | 1 079 | 1 144 | 1 112 | 1 044 | 1 022 |

| 1906 | 1911 | 1921 | 1926 | 1931 | 1936 | 1946  | 1954  | 1962 |
| ---- | ---- | ---- | ---- | ---- | ---- | ----- | ----- | ---- |
| 987  | 956  | 829  | 936  | 978  | 892  | 1 043 | 1 027 | 907  |

| 1968 | 1975 | 1982 | 1990 | 1999 | 2006 | 2008 | 2013 | 2018 |
| ---- | ---- | ---- | ---- | ---- | ---- | ---- | ---- | ---- |
| 917  | 845  | 818  | 816  | 774  | 782  | 785  | 753  | 718  |

| 2022 | - | - | - | - | - | - | - | - |
| ---- | - | - | - | - | - | - | - | - |
| 717  | - | - | - | - | - | - | - | - |

### Manifestations culturelles et festivités
- La Fête des potiers, dont la 31e édition a eu lieu les 30 et 31 juillet 2022, réunissant une cinquantaine de céramistes créateurs de toutes les régions de France[51].

### Sports et loisirs
Le club sportif SAM (Soligny/Les Aspres/Moulins) football, qui rayonne sur une vingtaine de communes et notamment , dispose en 2022 de dix équipes (2 en U7, 2 en U9, 2 en U11, une en U15, une en U18, en seniors, une équipe en Division 2 District de l’Orne) et compte 130 licenciés.

## Culture locale et patrimoine

### Lieux et monuments
- Église Saint-Nicolas (1880). Elle est ornée de deux tableaux prêtés par l’État, Sainte Véronique ainsi que le Christ mort, qui date de 1885[53].
- Hippodrome Jean-Gabin[54].
- Motte féodale. Il s'agit de la dernière place forte sud de la frontière de fer d'Henri Ier Beauclerc[55].

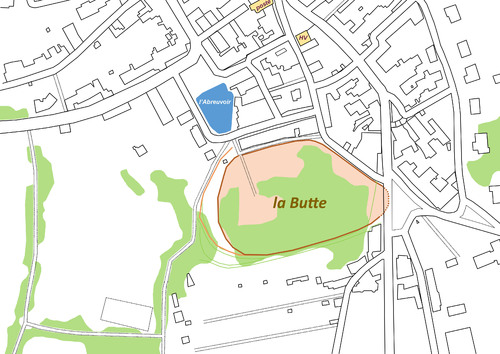
Plan du site de la Butte.

La motte féodale du château, ou butte, est un site naturel inscrit.
Situé au sud du bourg, la Butte constitue un promontoire naturel qui culmine à 269 mètres d’altitude. Elle est caractérisée par une forme ovoïde étirée dans le sens Est-Ouest et présente une longueur d’environ 1,4 kilomètre pour une largeur de 700 mètres. Dominant le paysage, notamment la haute vallée de la Sarthe qui s’écoule 80 mètres plus bas, il est possible, une fois en haut, d’apercevoir par beau temps la silhouette de la cathédrale de Sées.
La motte castrale a été vraisemblablement aménagée à l’époque de Guimond de Moulins, au XIe siècle. Son sommet accueillait sans doute un donjon en bois, quelques bâtiments et une chapelle. Le château est rasé à la fin de la guerre de Cent Ans.
En 1791 commence une bataille juridique entre la commune de Moulins-la-Marche et la famille Férault, propriétaires de la Butte. Celle-ci est laissée à l’abandon et dans les années 1930, les héritiers Férault envisagent l’idée de vendre l’ensemble de l’ancienne motte castrale alors qu’ils louent déjà quelques jardins au pied de la Butte. À la suite de l’intervention du délégué du Touring club de France qui demande la protection du lieu, la Butte est inscrite aux sites historiques par arrêté le 4 avril 1931.
En 1942, alors que la bataille juridique séculaire n’est toujours pas terminée, le site en voie de dégradation est déclaré « dépôt d’immondices contraire à l’hygiène ».
En 1954, alors que les propriétaires ont fait abattre la plupart des arbres couvrant la Butte, le délégué régional des Beaux-Arts déclare que le lieu « a perdu tout intérêt » et on songe à faire cesser la mesure d’inscription de 1931.
La municipalité parvient à reprendre la propriété du lieu et lui rend son intérêt d’antan. Une rampe engazonnée traversant les jardins (anciennement loués par les Férault) est aménagée au nord de la Butte et des feuillus ont été replantés sur ses pentes. Un second accès est possible, via un escalier sur le pan est qui rejoint la place Saint-Laurent.

### Personnalités liées à la commune
- Guimond de Moulins (XIe siècle) seigneur du Castrum Molinis.
- Alexandre-Jacques Renault (Moulins-la-Marche, 1768 - 1820), homme politique, député de l'Orne.
- L'acteur Jean Gabin (1904-1976), qui résidait dans une ferme, la Pichonnière, à Bonnefoi, est le créateur de hippodrome Jean-Gabin à Moulins, qui appartient en 2021 à son fils. Celui-ci envisage de le léguer au département de l'Orne[45].

### Gastronomie
En 1973, un boulanger de la localité, Raymond Fanouillet, conçoit une brioche cuite dans un moule ovale et breveté, qui n'est produite qu'à Moulins et dont la particularité est d'être composée de 6, 8 ou 10 boules juxtaposées.
En 2008, Alain Barbier, ancien propriétaire de Au Roi de la Brioche, crée, lui, la brioche feuilletée.

### Héraldique
| Blason de Moulins-la-Marche | Blason  | D'azur au moulin à vent d'or couvert de gueules. |
| Blason de Moulins-la-Marche | Détails | Nouveau blason, Écartelé en sautoir: au 1er d'azur à trois brioches d'or rangées en fasce, au 2e de gueules à trois chevrons d'argent soutenus d'une poire feuillée de deux pièces du même, au 3e de gueules à deux léopards d'argent l'un au-dessus de l'autre et soutenus d'une pomme feuillée de deux pièces du même, au 4e d'azur au cheval courant d'argent; sur le tout, d'argent au moulin à vent de sinople soutenu de deux burelles ondées et alésées d'azur. |